# 狄奧達哈德

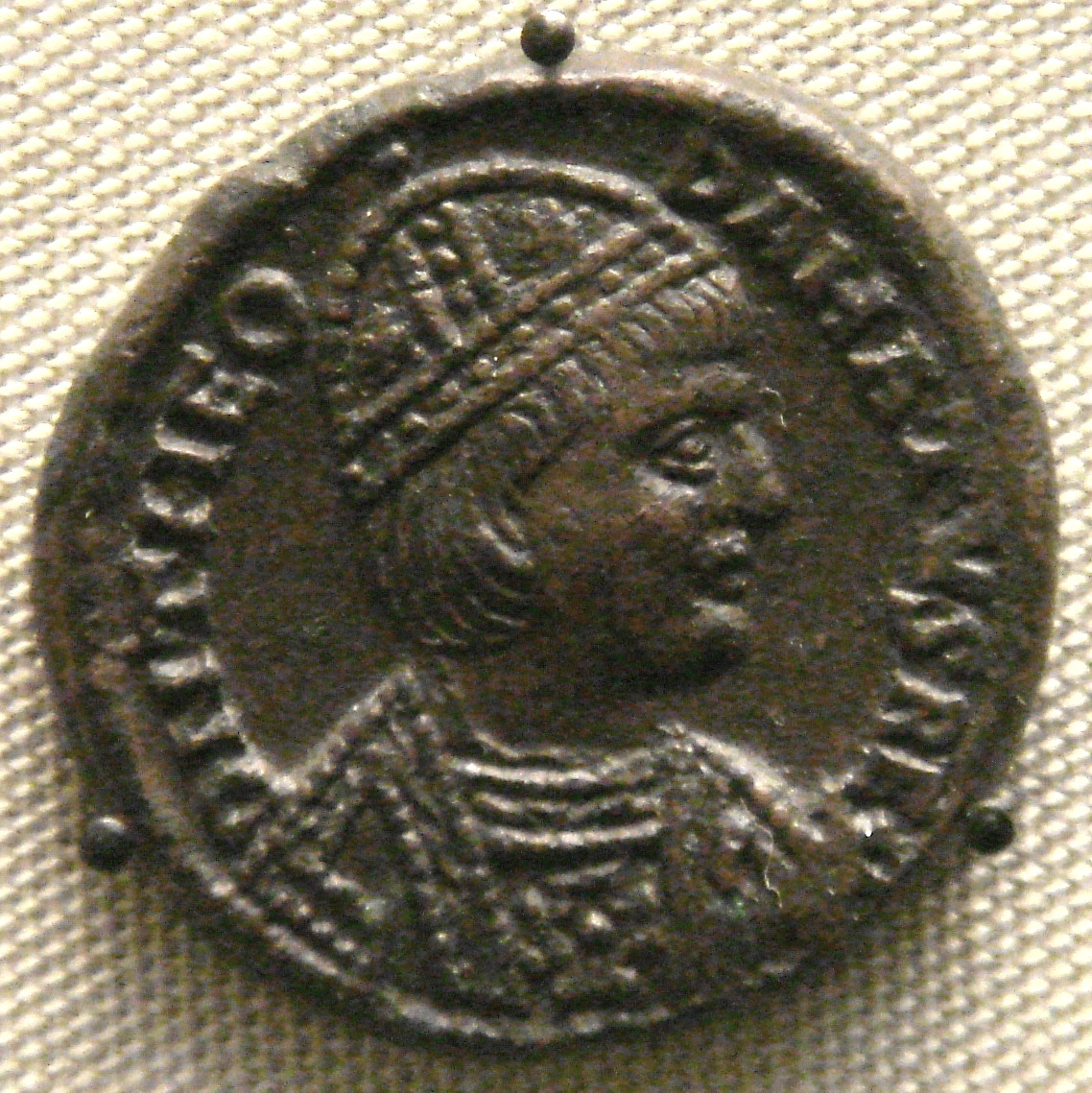
Theodahad 的半身像硬幣。

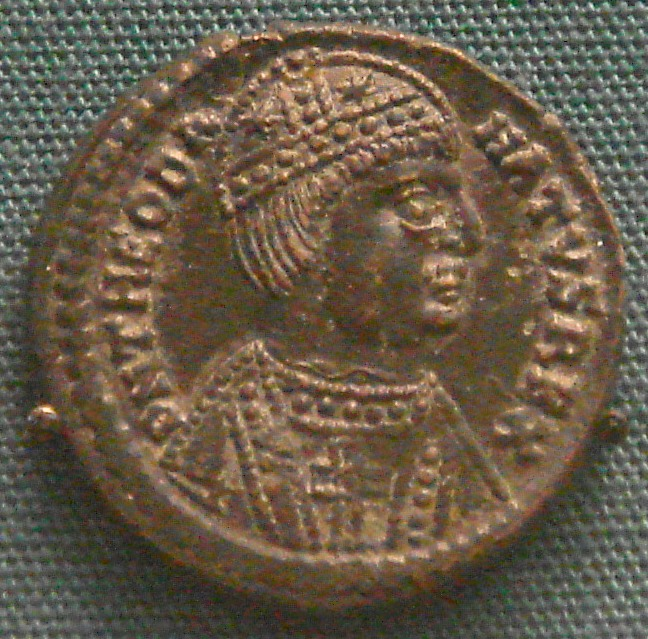
另一枚狄奧達哈德的硬幣，在羅馬鑄造。他蓄着象徵野蠻人的小鬍子。

狄奧達哈德(英語： Theodahad，也被稱為Thiudahad ，拉丁語：  ; 約480年– 536年12月）是東哥德王國的國王，在位期間為 534 年至 536 年。

## 早年生活
迪奧達哈德出生在陶雷修姆 ，是狄奧多里克大帝的姪子，他的母親是阿瑪拉弗里達。 他可能是 阿瑪拉弗里達 第一任丈夫的兒子，因为她的第二次婚姻約發生在公元 500 年。他父親的身份未知。
他可能與狄奥多里克一起抵達意大利，且他登基時年事已高。 馬西米利亞諾·維蒂埃洛(Massimiliano Vitiello)在他的著作中指出“Theodahad”這個名字是“人”和“衝突”的複合词。 
在狄奧達哈德成為國王之前，是由他的表姊阿瑪拉遜莎 (Amalaswintha)執政。 在她執政期間，潜在的敵人受到了肅清(遭到謀殺或羞辱)。  狄奧達哈德被指控並被迫歸還據稱遭到他掠奪的土地。以狄奥多里克國王的名義寫给狄奥達哈德的信暗示這片土地是確實是被武力奪取的。

## 執政時期
在狄奥達哈德的侄子阿塔拉里克去世后，攝政王阿瑪拉遜莎選擇與迪奧達哈德共同執政。這個決定也許能使她的統治合法化，因为哥德人對女性統治者抱持懷疑態度。 迪奧達哈德過去與阿瑪拉遜莎的衝突没過多久就重新浮出水面，他在 535 年春天將她逮捕，並在他們共治時期便將她囚禁在博爾塞納湖的一个島上。 
當阿瑪拉遜莎在拘禁期間被暗殺時，他的政敵聲稱他默許了這場謀殺。但由於阿瑪拉遜莎的死亡很可能會使彼此的權力基礎分離，因此這種說法可能性不高。
王國內部的政治不穩定成為拜占庭將軍貝利撒留干預西西里島和意大利的藉口，並在查士丁尼的支持之下，引發了哥特戰争。
當迪奧達哈德由於在戰爭上的無能失去了對王國的控制， 維蒂吉斯派奥普塔里斯(Optaris) 去找他，不管他是死是活。 奥普塔里斯在弗拉米尼亞大道(原文[義]:Via Flaminia)上追上迪奧達哈德後謀殺了他。根據東羅馬帝國學者普羅科匹厄斯(Procopius) 的说法，迪奧達哈德的喉嚨被割斷，而當奥普塔里斯带着迪奧達哈德去世的消息回來時，哥特人推舉維蒂吉斯成為他們的國王。 
迪奧達哈德聞名於他對新柏拉圖哲學和詩歌的崇拜，這種崇拜超越了他對軍事力量的追求。據聞，在意大利充滿動盪的时代，他專注于學問而非軍事是他垮台的其中一個原因。  

## 小說形象
狄奥達哈德出現在菲利克斯·丹 1876 年的歷史小说Ein Kampf um Rom中，該小说於 1878 發行英文譯本，名為A Struggle for Rome 。在書中，他被描述成軟弱且順從他的妻子 Gothelinda，後者被描述成謀殺 阿瑪拉遜莎真正的罪魁禍首。
在L. Sprague de Camp 1939 年架空歷史小說Lest Darkness Fall中，迪奧達哈德亦以“Thiudahad”之名出現。